# تد لوئیس
تد لوئیس (انگلیسی: Ted Lewis؛ ‏ ۶ ژوئن ۱۸۹۰ – ۲۵ اوت ۱۹۷۱) موسیقی‌دان، سرپرست گروه نوازندگان، خواننده و سرگرمی‌ساز اهل ایالات متحده آمریکا بود. وی بین سال‌های ۱۹۱۳ تا ۱۹۷۱ میلادی فعالیت می‌کرد.
از فیلم‌هایی که وی در آن‌ها نقش داشته است، می‌توان به آن شبح را بگیرید، گروه موسیقی وارد می‌شود و نمایش نمایش‌ها اشاره نمود.